# Земо-Мачхаани
Земо-Мачхаани (груз. ზემო მაჩხაანი — Верхнее Мачхаани) — село в Грузии. Находится в восточной Грузии, в Дедоплисцкаройском муниципалитете края Кахетия..

## Расположение
Расположено на юго-восточных окончаниях Гомборского хребта на высоте 700 метров над уровнем моря. Село является центром сельской общины (сёла Земо-Мачхаани и Мирзаани).
Через село проходит шоссе, связывающее между собой Сигнахи и Дедоплис-Цкаро. Расстояние до Дедоплис-Цкаро — 22 км.

## История
Ранее являлось частью исторической провинции Кизики.
Во времена Российской империи село относилось к Сигнахскому уезду.
Колхозы
В советское время в селе действовали два колхоза:
- Колхоз имени Чарквиани Цителицкаройского района. В этом колхозе трудились Герои Социалистического Труда Моисей Алексеевич Кадагидзе[5] и Христа Петровна Лукенчук;
- Колхоз имени Сталина Цителицкаройского района, председателем которого был Николай Петрович Мамаиашвили[6]. В этом же колхозе трудились Герои Социалистического Труда управляющий коневодческой фермой Владимир Андреевич Хуцишвили[7] и старший пастух Матвей Иванович Гогишвили.

## Население
По результатам переписи 2014 года в селе проживало 1826 человека, из них 99,8 % грузины. Земо-Мачхаани принадлежит к Хорнабуджской и Эретской епархии Грузинской православной церкви.

## Известные уроженцы
В Земо-Мачхаани родился грузинский писатель Георгий Константинович Натрошвили.